# Klassische Philharmonie NordWest
Die Klassische Philharmonie NordWest ist ein Orchester im Nordwesten von Niedersachsen. Seit seiner Gründung 1996 hat es vor allem die klassischen und romantischen Werke der Orchesterliteratur einem breiten Publikum in Bremen, im Bremer Umland und auf Konzertreisen international zu Gehör gebracht.

## Charakteristik
Die Klassische Philharmonie NordWest wurde 1996 unter dem Namen „Die Kammer-Sinfonie“ gegründet. Es setzt sich aus ca. 50 Musikern des Landkreises Diepholz, der Freien Hansestadt Bremen und ihres Umlandes zusammen. Sie haben sich die Pflege der sinfonischen Orchesterliteratur vor allem der Klassik und der Romantik zur Aufgabe gemacht. Daneben stehen auch Komponisten der Moderne sowie Konzertserien mit Barockmusik immer wieder auf dem Programm.
Das Orchester zeichnet eine große Internationalität aus. Musiker aus 10 Nationen musizieren gemeinsam. Ein Freundeskreis unterstützt die Arbeit des Orchesters und seines Dirigenten. Intensiv gepflegt wird die Förderung und die Zusammenarbeit mit jungen Musikern.

## Konzerttätigkeit
Das Orchester tritt national und auf Konzertreisen auch international auf.
- So führte es in der Konzertsaison 2007/2008 die romantische Märchenoper „Hänsel und Gretel“ von Engelbert Humperdinck in Syke, Stuhr, Sulingen, Diepholz, Wildeshausen, Hoya, Verden, Nordenham, Ritterhude und in Bremen auf.
- Bereits eine liebgewordene Tradition sind die Neujahrskonzerte zu Beginn eines jeden neuen Jahres.
- Im Sommer 2007 standen unter dem Motto „Belcanto“ die Ouvertüren, Arien und Orchesterwerke der italienischen Oper auf dem Programm.
- Mehrere Konzertreisen führten nach Süddeutschland, Frankreich und Italien. Im Sommer 2001 gastierte das Orchester in Lettland und brachte in Riga vor über 2.000 Zuhörern Beethovens 9. Sinfonie, die seit 25 Jahren in Lettland nicht aufgeführt worden war, zu Gehör.
- Die Musiker treten auch in kleineren Untergruppierungen wie Salonorchester und Barockorchester auf.

## Orchesterleiter
Leiter des Orchesters ist seit seiner Gründung 1996 der in Syke lebende und arbeitende Musiker Ulrich Semrau (* 1962 in Bremen). Nach seinem abgeschlossenen Musikhochschulstudium mit den Schwerpunkten Trompete und Dirigieren und Privatstudien in Hannover und Malmö ist er als Trompetensolist und als Dirigent tätig. Konzertreisen führten ihn nach Österreich, Dänemark, Lettland, Ungarn, Kanada und mehrfach nach Frankreich.